# Fran Lenaers
Fran Lenaers (València, 1961) és un discjòquei valencià. Un dels referents de la Ruta Destroy, fou el DJ resident d'Spook Factory. Va nàixer a una família d'origen belga, son pare era natural d'Anvers i vivia a València per qüestions de treball. Lenaers fou un DJ influent, i es considera que el canvi musical de la Ruta Destroy primerenca, amb un abandó del rock cap a la música electrònica, es deu a ell.
Com anècdota, a voltes tancava les seues sessions amb l'Àngelus. Açò es devia al fet que finalitzava les sessions a les 12 del migdia del diumenge, i connectava amb la COPE, creant un contrast amb la música que havia sonat anteriorment.